# Motomondiale 1969
La stagione 1969 è stata la ventunesima del Motomondiale; rispetto all'anno precedente le prove furono nuovamente in aumento: ritornò a far parte del calendario il Gran Premio motociclistico di Francia e ne entrò per la prima volta a far parte il Gran Premio motociclistico di Jugoslavia. Resta peraltro anche quest'anno il fatto che, nonostante il nome, le gare si svolsero tutte nel continente europeo.

## Il contesto
La più grande innovazione riguardò i punteggi assegnati nei singoli gran premi: dopo che per vent'anni erano stati premiati solo i primi 6 piloti al traguardo, da quest'anno sono 10 i conduttori che raccolgono punti in ogni gara. Questo spiega anche il perché le classifiche di campionato, in cui continuano però ad essere calcolati gli scarti, contengono un numero molto maggiore di nomi rispetto al passato.
Le modifiche tecniche riguardarono soprattutto il fatto che la classe di minor cilindrata dovrà avere solo motori monocilindrici; altre modifiche vennero posticipate ancora di un anno.
Giacomo Agostini e la MV Agusta continuarono a dominare in 350 e 500, trovando scarsa opposizione (i secondi classificati – Gyula Marsovszky in 500 e Silvio Grassetti in 350 – finirono il campionato con la metà dei punti di Agostini).
Più vivaci le classi inferiori: in 250 la lotta a tre tra Kel Carruthers (Benelli), Kent Andersson (Yamaha) e Santiago Herrero (OSSA) si risolverà solo all'ultimo GP, e premierà l'australiano, che darà alla Casa di Pesaro il secondo titolo mondiale (ultimo di una moto a quattro tempi nella quarto di litro). In 125 primo mondiale per la Kawasaki, con l'inglese Dave Simmonds. Nella 50 primo titolo per lo spagnolo Ángel Nieto e per la Derbi, ottenuto anch'esso sul circuito stradale istriano. Ritorno alla vittoria per un equipaggio BMW-ista nei sidecar (Enders-Engelhardt), agevolato dall'uscita di scena di Helmut Fath, feritosi durante una gara non iridata in Finlandia.

## Il calendario
| Data Resoconto         | Gran Premio (Circuito)                   | Vincitori      | Vincitori       | Vincitori        | Vincitori        | Vincitori        | Vincitori                    |
| Data Resoconto         | Gran Premio (Circuito)                   | classe 50      | classe 125      | classe 250       | classe 350       | classe 500       | sidecar                      |
| 4 maggio Resoconto     | GP di Spagna (Jarama)                    | Aalt Toersen   | Cees van Dongen | Santiago Herrero | Giacomo Agostini | Giacomo Agostini |                              |
| 11 maggio Resoconto    | GP della Germania Ovest (Hockenheimring) | Aalt Toersen   | Dave Simmonds   | Kent Andersson   | Giacomo Agostini | Giacomo Agostini | Klaus Enders Ralf Engelhardt |
| 18 maggio Resoconto    | GP di Francia (Le Mans)                  | Aalt Toersen   | Jean Auréal     | Santiago Herrero |                  | Giacomo Agostini | Helmut Fath Wolfgang Kalauch |
| 7 giugno Resoconto     | Tourist Trophy (Mountain Circuit)        |                | Dave Simmonds   | Kel Carruthers   | Giacomo Agostini | Giacomo Agostini | Klaus Enders Ralf Engelhardt |
| 28 giugno Resoconto    | GP d'Olanda (Assen)                      | Barry Smith    | Dave Simmonds   | Renzo Pasolini   | Giacomo Agostini | Giacomo Agostini | Helmut Fath Wolfgang Kalauch |
| 6 luglio Resoconto     | GP del Belgio (Spa)                      | Barry Smith    | Dave Simmonds   | Santiago Herrero |                  | Giacomo Agostini | Helmut Fath Wolfgang Kalauch |
| 13 luglio Resoconto    | GP della Germania Est (Sachsenring)      | Ángel Nieto    | Dave Simmonds   | Renzo Pasolini   | Giacomo Agostini | Giacomo Agostini |                              |
| 20 luglio Resoconto    | GP di Cecoslovacchia (Brno)              | Paul Lodewijkx | Dave Simmonds   | Renzo Pasolini   | Giacomo Agostini | Giacomo Agostini |                              |
| 2 agosto Resoconto     | GP di Finlandia (Imatra)                 |                | Dave Simmonds   | Kent Andersson   | Giacomo Agostini | Giacomo Agostini | Klaus Enders Ralf Engelhardt |
| 16 agosto Resoconto    | GP dell'Ulster (Dundrod)                 | Ángel Nieto    |                 | Kel Carruthers   | Giacomo Agostini | Giacomo Agostini | Klaus Enders Ralf Engelhardt |
| 7 settembre Resoconto  | GP delle Nazioni (Imola)                 | Paul Lodewijkx | Dave Simmonds   | Phil Read        | Phil Read        | Alberto Pagani   |                              |
| 14 settembre Resoconto | GP di Jugoslavia (Abbazia)               | Paul Lodewijkx | Dieter Braun    | Kel Carruthers   | Silvio Grassetti | Godfrey Nash     |                              |

## Sistema di punteggio e legenda
| Pos.  | 1  | 2  | 3  | 4 | 5 | 6 | 7 | 8 | 9 | 10 | 11> |
| ----- | -- | -- | -- | - | - | - | - | - | - | -- | --- |
| Punti | 15 | 12 | 10 | 8 | 6 | 5 | 4 | 3 | 2 | 1  | 0   |

## Le classi

### Classe 500

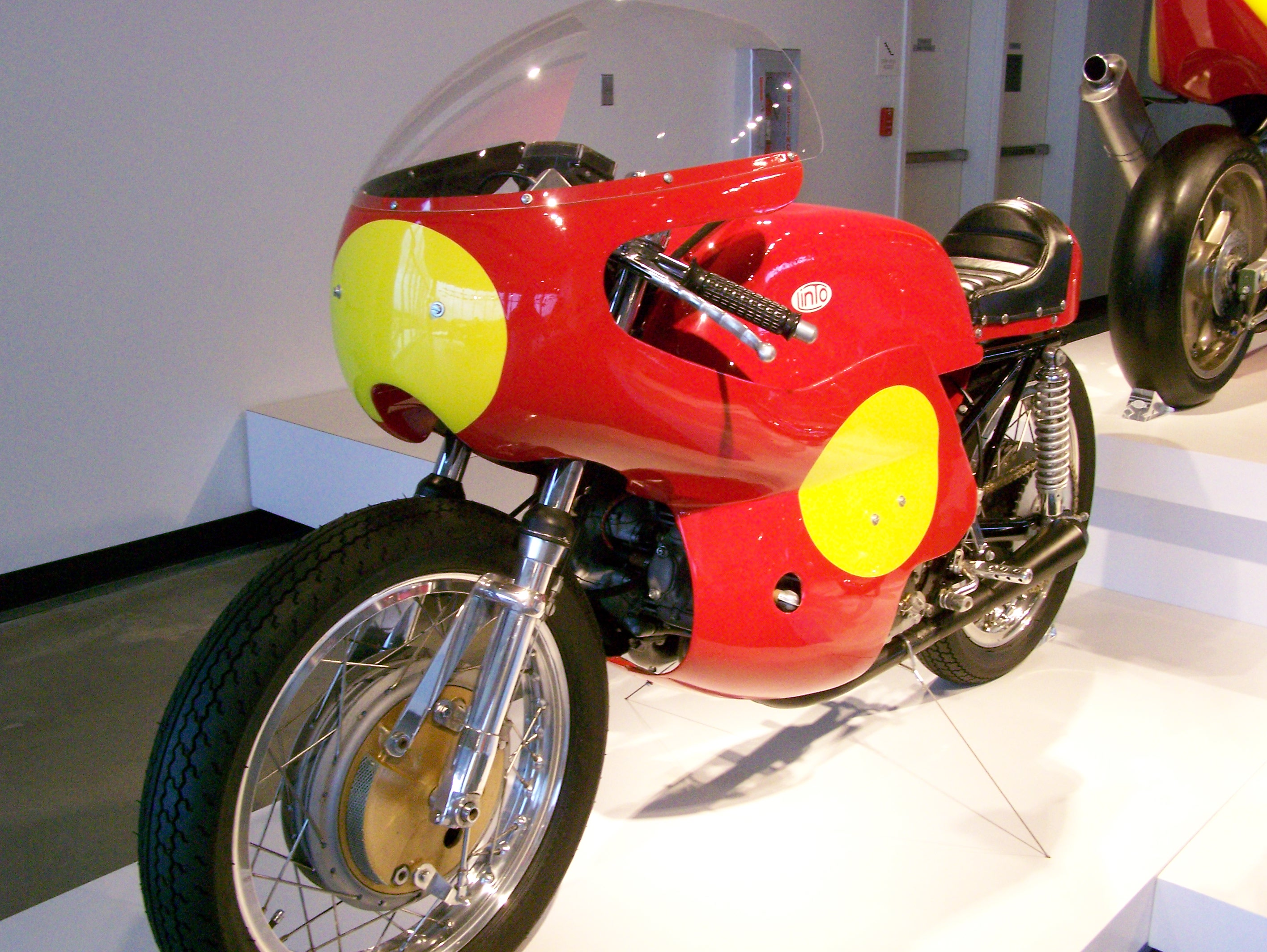
La LinTo 500 GP del 1969.

La prima gara della stagione, il Gran Premio motociclistico di Spagna, fece registrare un record negativo di partecipanti, con solo 13 piloti alla partenza di cui appena 7 al traguardo, non facendo neppure assegnare tutti i punti disponibili per la classifica; la situazione migliorò nel gran premio successivo, in Germania dove il numero dei partenti salì a 35.
Va notato anche il fatto che il GP delle Nazioni non si disputò, per la prima volta dal 1948, a Monza, ma a Imola; ciò provocò l'ira del Conte Domenico Agusta, il quale non fece partecipare alla gara le sue macchine. Quel GP, e il successivo GP di Jugoslavia, furono quindi terreno di caccia per i privati e i piccoli costruttori: a Imola vinse la LinTo 500 GP di Alberto Pagani, mentre ad Abbazia Godfrey Nash diede alla Norton Manx la sua ultima vittoria in un GP.
La classifica vide il dominio di Giacomo Agostini che si impose in tutte e 10 le prove a cui prese parte, ottenendo in tutte le occasioni anche il giro più veloce e precedendo lo svizzero Gyula Marsovszky sull'artigianale LinTo e il britannico Nash su Norton.

Classifica piloti (prime 5 posizioni)
| Pos. | Pilota           | Moto      |   |     |   |   |   |     |   |   |     |     |     |     | P.ti      |
| ---- | ---------------- | --------- | - | --- | - | - | - | --- | - | - | --- | --- | --- | --- | --------- |
| 1    | Giacomo Agostini | MV Agusta | 1 | 1   | 1 | 1 | 1 | 1   | 1 | 1 | 1   | 1   |     |     | 105 (150) |
| 2    | Gyula Marsovszky | Linto     | 4 | 6   | 6 |   | 6 | 4   |   | 2 | Rit |     | 7   | Rit | 47        |
| 3    | Godfrey Nash     | Norton    | 5 | 9   | 5 |   | 7 | Rit |   | 9 | 3   |     |     | 1   | 45        |
| 4    | Billie Nelson    | Paton     |   | Rit | 2 |   | 9 | Rit | 2 | 7 | 2   |     | Rit |     | 42        |
| 5    | Alan Barnett     | Metisse   |   |     |   | 2 | 3 | 3   |   |   |     | Rit |     |     | 32        |
| Pos. | Pilota           | Moto      |   |     |   |   |   |     |   |   |     |     |     |     | P.ti      |

| Legenda                                                                        | 1º posto        | 2º posto        | 3º posto | A punti      | Senza punti        | Grassetto=Pole position Corsivo=Giro più veloce |
| Legenda                                                                        | Gara non valida | Non qualificato | Ritirato | Squalificato | "-" Dato non disp. | Grassetto=Pole position Corsivo=Giro più veloce |
| Fonte dei dati: motogp.com, racingmemo.free.fr, autosport.com, jumpingjack.nl. |                 |                 |          |              |                    |                                                 |

### Classe 350

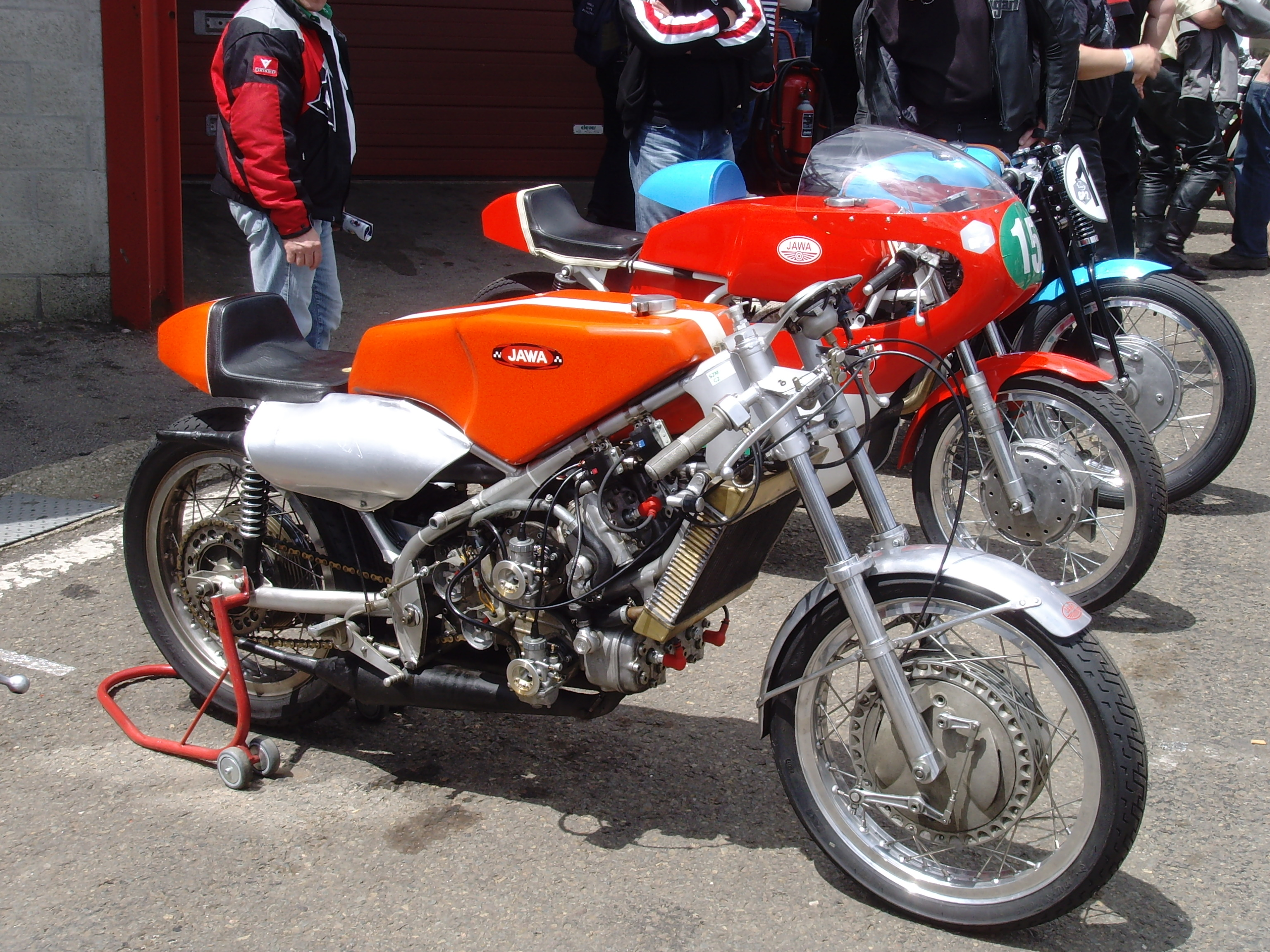
Le Jawa 350.

Come l'anno precedente, Giacomo Agostini ottenne l'accoppiata di titoli nelle due classi maggiori, vincendo, per quanto riguarda la 350, 8 vittorie sulle 10 prove in calendario.
Alle sue spalle si piazzarono due altri piloti di nazionalità italiana, Silvio Grassetti e Giuseppe Visenzi, cosa che non accadeva ormai da svariati anni.
Da segnalare la tragica scomparsa durante le prove del GP della Germania Est dell'ex iridato della 125 Bill Ivy, deceduto a causa del grippaggio del motore della sua Jawa 350. Un grippaggio della quattro cilindri due tempi cecoslovacca causò la morte anche di František Boček a Brno, oltre a diversi incidenti a Jack Findlay, chiamato a sostituire Ivy.
Classifica piloti (prime 5 posizioni)
| Pos. | Pilota           | Moto          |   |   |    |     |   |    |   |   |   |   |   |   | P.ti     |
| ---- | ---------------- | ------------- | - | - | -- | --- | - | -- | - | - | - | - | - | - | -------- |
| 1    | Giacomo Agostini | MV Agusta     | 1 | 1 | NE | 1   | 1 | NE | 1 | 1 | 1 | 1 |   | - | 90 (120) |
| 2    | Silvio Grassetti | Yamaha e Jawa | - | - | NE |     | 3 | NE | - | 3 | - | - | 2 | 1 | 47       |
| 3    | Giuseppe Visenzi | Yamaha        | 3 | 5 | NE |     | 6 | NE | 4 | 5 | 3 | - | - | - | 45       |
| 4    | Heinz Rosner     | MZ            | - | - | NE |     | - | NE | 3 | 4 | 4 | 2 | - | - | 38       |
| 5    | Rodney Gould     | Yamaha        | - | - | NE | Rit | - | NE | 2 | 2 | 2 | - | - | - | 36       |
| Pos. | Pilota           | Moto          |   |   |    |     |   |    |   |   |   |   |   |   | P.ti     |

| Legenda                                                                        | 1º posto        | 2º posto        | 3º posto | A punti      | Senza punti        | Grassetto=Pole position Corsivo=Giro più veloce |
| Legenda                                                                        | Gara non valida | Non qualificato | Ritirato | Squalificato | "-" Dato non disp. | Grassetto=Pole position Corsivo=Giro più veloce |
| Fonte dei dati: motogp.com, racingmemo.free.fr, autosport.com, jumpingjack.nl. |                 |                 |          |              |                    |                                                 |

### Classe 250

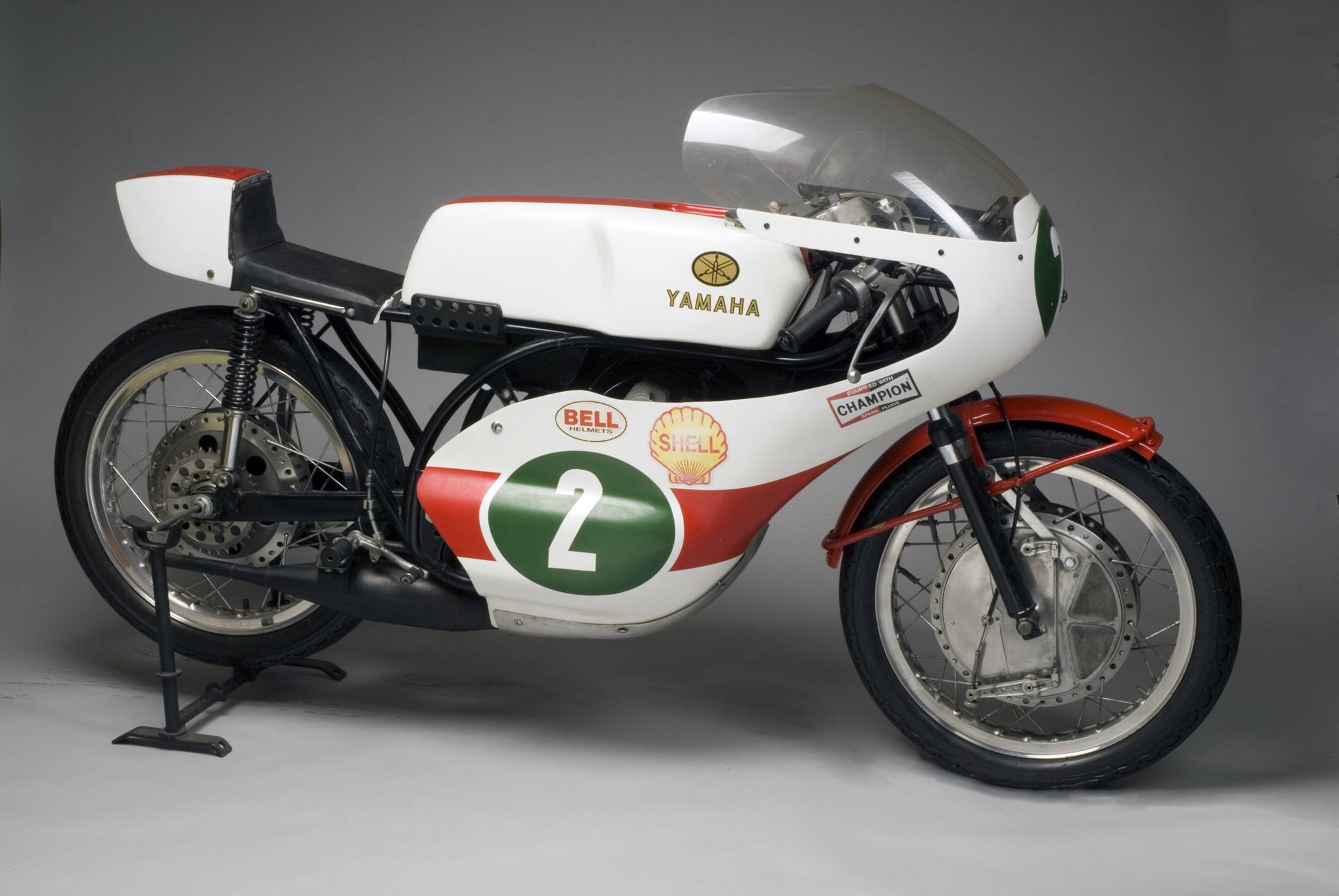
La Yamaha TD2.

Per quanto avesse iniziato il campionato senza ottenere risultati nelle prime tre prove, il titolo andò a Kel Carruthers su Benelli e questo titolo fu l'ultimo per una quadriclindrica a quattro tempi in questa categoria.
Alle spalle del pilota australiano giunsero Kent Andersson su Yamaha (per quanto la casa giapponese avesse anch'essa comunicato il disimpegno ufficiale dalle competizioni, seguendo la decisione di Honda e Suzuki in precedenza) e Santiago Herrero su OSSA. Andersson tra l'altro aveva ottenuto, prima degli scarti imposti dal regolamento, un numero maggiore di punti rispetto al vincitore (108 contro 103).
Le vittorie nelle 12 gare in programma furono equamente divise tra vari piloti: l'iridato Carruthers ne ottenne 3, al pari di Herrero e di Renzo Pasolini su Benelli (arrivato quarto in classifica); due vittorie furono di Andersson e l'ultima di Phil Read, anch'egli su Yamaha.
Anche nella 250 si verificò il caso in cui non tutti i punti venissero assegnati, anche in questo caso avvenne nel Gran Premio motociclistico di Spagna.

Classifica piloti (prime 5 posizioni)
| Pos. | Pilota            | Moto            |     |     |    |   |   |     |   |     |     |     |   |   | P.ti     |
| ---- | ----------------- | --------------- | --- | --- | -- | - | - | --- | - | --- | --- | --- | - | - | -------- |
| 1    | Kelvin Carruthers | Benelli         | -   | -   | -  | 1 | 2 | 3   | 5 | 3   | 4   | 1   | 2 | 1 | 89 (103) |
| 2    | Kent Andersson    | Yamaha          | 2   | 1   | 3  |   | 7 | 4   | 4 | 7   | 1   | 2   | 3 | 3 | 84 (108) |
| 3    | Santiago Herrero  | OSSA            | 1   | Rit | 1  | 3 | 3 | 1   | 2 | Rit | 6   | Rit | 5 | - | 83 (88)  |
| 4    | Renzo Pasolini    | Benelli         | Rit |     |    |   | 1 | Rit | 1 | 1   | Rit |     |   |   | 45       |
| 5    | Börje Jansson     | Kawasaki-Yamaha | 3   | -   | 10 |   | 8 | -   | 6 | -   | 3   | -   | 4 | 4 | 45       |
| Pos. | Pilota            | Moto            |     |     |    |   |   |     |   |     |     |     |   |   | P.ti     |

| Legenda                                                                        | 1º posto        | 2º posto        | 3º posto | A punti      | Senza punti        | Grassetto=Pole position Corsivo=Giro più veloce |
| Legenda                                                                        | Gara non valida | Non qualificato | Ritirato | Squalificato | "-" Dato non disp. | Grassetto=Pole position Corsivo=Giro più veloce |
| Fonte dei dati: motogp.com, racingmemo.free.fr, autosport.com, jumpingjack.nl. |                 |                 |          |              |                    |                                                 |

### Classe 125
La stagione dell'ottavo di litro di quest'anno viene ricordata anche per il primo titolo ottenuto nella sua storia dalla Kawasaki condotta da Dave Simmonds. Il predominio della nuova entrata, agevolato anche dalla mancanza delle squadre ufficiali degli altri tre principali costruttori nipponici, fu piuttosto netto con 8 vittorie e due secondi posti sulle 11 prove disputate.
Nonostante il ritiro ufficiale della casa, le posizioni di rincalzo furono appannaggio di due piloti con moto Suzuki, con Dieter Braun che precedette Cees van Dongen.

Classifica piloti (prime 5 posizioni)
| Pos. | Pilota          | Moto           |     |   |   |   |   |   |   |   |   |    |    |   | P.ti     |
| ---- | --------------- | -------------- | --- | - | - | - | - | - | - | - | - | -- | -- | - | -------- |
| 1    | Dave Simmonds   | Kawasaki       | -   | 1 | 2 | 1 | 1 | 1 | 1 | 1 | 1 | NE | 1  | 2 | 90 (144) |
| 2    | Dieter Braun    | Suzuki         | Rit | 2 | - |   | - | 2 | - | 2 | 4 | NE | -  | 1 | 59       |
| 3    | Cees van Dongen | Suzuki         | 1   | - | - |   | - | 3 | 5 | 3 | 3 | NE | -  | - | 51       |
| 4    | Kent Andersson  | Maico e Yamaha | 2   | - |   | - | 2 | 4 | 7 | - | - | NE | -  | - | 36       |
| 5    | Heinz Kriwanek  | Rotax          | -   | 3 | - |   | - | - | 2 | 7 | - | NE | 10 | 5 | 33       |
| Pos. | Pilota          | Moto           |     |   |   |   |   |   |   |   |   |    |    |   | P.ti     |

| Legenda                                                                        | 1º posto        | 2º posto        | 3º posto | A punti      | Senza punti        | Grassetto=Pole position Corsivo=Giro più veloce |
| Legenda                                                                        | Gara non valida | Non qualificato | Ritirato | Squalificato | "-" Dato non disp. | Grassetto=Pole position Corsivo=Giro più veloce |
| Fonte dei dati: motogp.com, racingmemo.free.fr, autosport.com, jumpingjack.nl. |                 |                 |          |              |                    |                                                 |

### Classe 50
Nella classe di minor cilindrata entrarono in vigore quest'anno le limitazioni regolamentari annunciate l'anno precedente: i motori erano obbligatoriamente monocilindrici e i rapporti al cambio non potevano essere più di 6.
Il titolo iridato fu del pilota spagnolo Ángel Nieto, qui al primo titolo della carriera che vinse su una moto anch'essa spagnola, la Derbi, anch'essa al primo titolo mondiale.
Il dominio dell'accoppiata spagnola non fu però così netto, infatti Nieto si aggiudicò solo 2 gran premi e non si ritrovò neppure nella condizione di scartare dei punti. Un maggior numero di vittorie arrise invece a due piloti olandesi, Aalt Toersen su Kreidler e Paul Lodewijkx sull'artigianale Jamathi che ne ottennero tre ciascuno mentre altre due furono ottenute dal compagno di squadra di Nieto, Barry Smith, terzo nella classifica generale.

Classifica piloti (prime 5 posizioni)
| Pos. | Pilota         | Moto     |     |     |   |    |     |   |   |   |    |     |     |     | P.ti    |
| ---- | -------------- | -------- | --- | --- | - | -- | --- | - | - | - | -- | --- | --- | --- | ------- |
| 1    | Ángel Nieto    | Derbi    | 2   | Rit | 2 | NE | Rit | - | 1 | 3 | NE | 1   | Rit | 2   | 76      |
| 2    | Aalt Toersen   | Kreidler | 1   | 1   | 1 | NE | 3   | 3 | 3 | 4 | NE | Rit | 3   | Rit | 75 (93) |
| 3    | Barry Smith    | Derbi    | Rit | 3   | 6 | NE | 1   | 1 | 7 | 2 | NE | Rit | 2   | Rit | 69 (73) |
| 4    | Jan de Vries   | Kreidler | 3   | 2   | - | NE | 2   | - | 5 | 8 | NE | 2   | 4   | 3   | 64 (73) |
| 5    | Paul Lodewijkx | Jamathi  | Rit | Rit | 3 | NE | 4   | - | - | 1 | NE | Rit | 1   | 1   | 63      |
| Pos. | Pilota         | Moto     |     |     |   |    |     |   |   |   |    |     |     |     | P.ti    |

| Legenda                                                                        | 1º posto        | 2º posto        | 3º posto | A punti      | Senza punti        | Grassetto=Pole position Corsivo=Giro più veloce |
| Legenda                                                                        | Gara non valida | Non qualificato | Ritirato | Squalificato | "-" Dato non disp. | Grassetto=Pole position Corsivo=Giro più veloce |
| Fonte dei dati: motogp.com, racingmemo.free.fr, autosport.com, jumpingjack.nl. |                 |                 |          |              |                    |                                                 |

### Classe sidecar
La categoria delle motocarrozzette tornò ad essere quella con il minor numero di prove del campionato, solo 7, e il titolo tornò, dopo l'intermezzo dell'anno precedente ad essere appannaggio di un equipaggio con moto BMW, Klaus Enders/Ralf Engelhardt che precedettero in classifica l'iridato in carica Helmut Fath.
Classifica equipaggi (prime 5 posizioni)
| Pos. | Pilota                                     | Moto |    |     |   |     |     |     |    |    |     |   |    |    | P.ti    |
| ---- | ------------------------------------------ | ---- | -- | --- | - | --- | --- | --- | -- | -- | --- | - | -- | -- | ------- |
| 1    | Klaus Enders/Ralf Engelhardt               | BMW  | NE | 1   | - | 1   | Rit | 2   | NE | NE | 1   | 1 | NE | NE | 60 (72) |
| 2    | Helmut Fath/Wolfgang Kalauch-Billie Nelson | URS  | NE | Rit | 1 | 3   | 1   | 1   | NE | NE | Rit |   | NE | NE | 55      |
| 3    | Georg Auerbacher /Hermann Hahn             | BMW  | NE | -   | 2 | Rit | 2   | 3   | NE | NE | 5   |   | NE | NE | 40      |
| 4    | Siegfried Schauzu/Horst Schneider          | BMW  | NE | 7   | 3 | 2   | Rit | Rit | NE | NE | -   | 2 | NE | NE | 38      |
| 5    | Franz Linnarz/Rudolf Kühnemund             | BMW  | NE | 2   | 4 | 5   | 5   | 4   | NE | NE | -   | 3 | NE | NE | 38 (50) |
| Pos. | Pilota                                     | Moto |    |     |   |     |     |     |    |    |     |   |    |    | P.ti    |

| Legenda                                                                        | 1º posto        | 2º posto        | 3º posto | A punti      | Senza punti        | Grassetto=Pole position Corsivo=Giro più veloce |
| Legenda                                                                        | Gara non valida | Non qualificato | Ritirato | Squalificato | "-" Dato non disp. | Grassetto=Pole position Corsivo=Giro più veloce |
| Fonte dei dati: motogp.com, racingmemo.free.fr, autosport.com, jumpingjack.nl. |                 |                 |          |              |                    |                                                 |